# Campeonato Femenino Sub-20 de la CAF
El Campeonato Femenino Sub-20 de la CAF es un torneo bienal que decide qué equipos representarán a la Confederación Africana de Fútbol en la Copa Mundial Femenina de Fútbol Sub-20 de la FIFA. 
En los años 2002 y 2004 África solo tuvo una plaza en el mundial juvenil; en ambas ocasiones fue Nigeria.
Entre 2006 y 2022, África obtenía 2 plazas para el mundial. A partir de 2024 clasifican los 4 ganadores de cuartos de final.

## Sistema de competencia
Durante los años 2002 y 2004 el Campeonato se definió mediante partidos de ida y vuelta, el campeón fue el representante africano en la Copa Mundial Femenina de Fútbol Sub-20 de la FIFA. En estos años participaron las mujeres Sub-19 y a contar del año 2006 participaron las mujeres Sub-20.
En el año 2006 sucedió una situación anormal, la final no se disputó siendo descalificada la selección de Camerún debido a que sus jugadoras obtuvieron su visa en forma ilegal y Ghana por jugar con dos mujeres mayores de la edad permitida. Quienes ganaron en la etapa de semifinal fueron las representantes africanas en la Copa Mundial Femenina de Fútbol Sub-20 de la FIFA.
Desde el año 2008 hasta 2022 se realizaban dos semifinales con encuentros de ida y vuelta y los vencedores son los representantes africanos en la Copa Mundial Femenina de Fútbol Sub-20 de la FIFA. A partir de 2024 con el aumento de cupos, clasifican los 4 ganadores de cuartos de final a encuentros de ida y vuelta.

## Historial

### Campeonato Femenino Sub-19 de la CAF
| Año          | Campeón | Final Resultado | Subcampeón |
| ------------ | ------- | --------------- | ---------- |
| 2002 Detalle | Nigeria | 6:0 3:2         | Sudáfrica  |
| 2004 Detalle | Nigeria | 1:0 0:0         | Sudáfrica  |

### Torneo clasificatório para la Copa Mundial Femenina Sub-20
| Año          | Primer clasificado | Segundo clasificado             | Tercer clasificado | Cuarto clasificado |
| ------------ | ------------------ | ------------------------------- | ------------------ | ------------------ |
| 2006 Detalle | Nigeria            | República Democrática del Congo |                    |                    |
| 2008 Detalle | Nigeria            | República Democrática del Congo |                    |                    |
| 2010 Detalle | Nigeria            | Ghana                           |                    |                    |
| 2012 Detalle | Nigeria            | Ghana                           |                    |                    |
| 2014 Detalle | Nigeria            | Ghana                           |                    |                    |
| 2015 Detalle | Nigeria            | Ghana                           |                    |                    |
| 2018 Detalle | Nigeria            | Ghana                           |                    |                    |
| 2020 Detalle | Cancelado          | Cancelado                       |                    |                    |
| 2022 Detalle | Nigeria            | Ghana                           |                    |                    |
| 2024 Detalle | Marruecos          | Ghana                           | Camerún            | Nigeria            |

## Palmarés
| Equipo    | Campeón        | Subcampeón     |
| --------- | -------------- | -------------- |
| Nigeria   | 2 (2002, 2004) |                |
| Sudáfrica |                | 2 (2002, 2004) |